# Ортофір
Ортофір, ортоклазовий порфір, (рос. ортофир, англ. orthophyre, orthoclase porphyry; нім. Ortophyr m) — порфіровий (безкварцевий) трахіт, у якого порфірові вкрапленики представлені калієвими польовими шпатами, присутніми іноді разом з плагіоклазом. На відміну від кайнотипного порфірового трахіту, О. характеризується девітрифікованою (часто фельзитовою) основною масою. Як і трахіти, О., крім калієвого польового шпату і кислого та середнього плагіоклазу, містять рідкісніші вкрапленики клінопіроксену, амфіболу, біотиту; основна маса складається з тих же мінералів, іноді містить альбіт. За хім. складом О. близький до родини трахітів сублужного ряду середніх вулканічних порід; належить до калієво-натрієвої серії, але при переважанні калію над натрієм. Ортофір — типові складові древніх трахітових товщ.
Назва — від ортоклаз і порфір.